# Сегмент (інформатика)
Сегмент — об'єкт бази даних, що займає певний простір, наприклад, це можуть бути дані таблиці чи індексу. Фізично сегменти зберігаються у табличних просторах.
Існує 3 види сегментів:
1. Підмножина користувачів — наприклад, користувачі, які раніше здійснювали покупку або додали товари в кошик, але не придбали їх.
2. Підмножина сеансів — наприклад, усі сеанси з кампанії А або всі сеанси, під час яких було здійснено покупку.
3. Підмножина сеансів — наприклад, усі звернення, дохід за якими перевищив 10 дол. США.